# M.I. High - Scuola di spie
(Intro di ogni episodio.)
M.I. High - Scuola di spie (M.I. High) è una serie televisiva britannica trasmessa dal 2007. In Italia la serie è trasmessa in prima visione sul canale a pagamento DeA Kids, mentre in chiaro su Rai 3 e su Rai Gulp.

## Trama
La serie, ambientata a Londra in Gran Bretagna, parla di tre ragazzi (Rose, Blane, e Daisy nelle prime due stagioni; Rose, Oscar, e Carrie nelle successive) che vanno a scuola al Liceo Saint Hope: oltre questo, sono degli agenti segreti della M.I.9 che, con la guida dell'agente Lenny Bicknall (nelle prime due stagioni) e Frank London (nelle successive), svolgeranno diverse missioni e grazie alla loro astuzia, riusciranno a sconfiggere il Gran Maestro.

## Episodi
| Stagione         | Episodi | Prima TV UK | Prima TV Italia |
| ---------------- | ------- | ----------- | --------------- |
| Prima stagione   | 10      | 2007        | 2008            |
| Seconda stagione | 13      | 2008        | 2009            |
| Terza stagione   | 13      | 2009        | 2010            |
| Quarta stagione  | 13      | 2010        | 2016            |
| Quinta stagione  | 13      | 2011        | 2016            |
| Sesta stagione   | 13      | 2013        | 2016            |
| Settima Stagione | 13      | 2014        | inedita         |